# Chiesa dell'Addolorata (Mezzolombardo)
La chiesa dell'Addolorata è una chiesa sussidiaria di Mezzolombardo, nella provincia autonoma di Trento. Risale al XVII secolo.

## Storia
L'edificio sacro dedicato alla Madonna Addolorata venne edificato attorno al 1688 nella parte nord di Mezzolombardo, in località Borghetto.
La solenne consacrazione venne celebrata nel 1695.
Quando, alla fine del XVIII secolo, le truppe di Napoleone invasero anche il Trentino la chiesa venne utilizzata dai militari francesi come ospedale e in seguito, in data imprecisata, venne riaperta al culto dopo una rinnovata consacrazione.
Nel 1856 la chiesa fu oggetto di un restauro e quello successivo venne realizzato solo nel 2007. In questo secondo caso ci si interessò in particolare degli interni, che vennero ritoccati negli intonaci e poi ritinteggiati.

## Descrizione
La chiesetta, che rispecchia lo stile barocco, ha la volta della sala affrescata sulla quale spicca lo stemma dei Sardagna. Sulle pareti sono presenti due grandi pannelli in marmo bianco e nero con rappresentati la Natività e L'Albero della Vita.